# うりひゃー!東京カラーランド
うりひゃー！東京カラーランド（うりひゃー！とうきょうカラーランド）は琉球放送（RBCラジオ、現在の愛称は「RBCiラジオ」）で1990年6月1日～1991年4月5日の毎週金曜夜に放送されたラジオ番組。「うりひゃー」は沖縄方言で「大変だ」の意（「でぇーじ」も同じ意味）、「カラーランド」は沖縄方言の「かららんどー」をもじった言葉で、標準語で「大変だよ!東京からだよ」の意である。

## 概要
番組開始～9月は平日帯の22時～23時台前半に放送されていた「ラジオジャック」の特別版として、「東京発ラジオジャック」として放送され当然ラジオジャックの共通オープニングジングルも冒頭に流していた。また月曜～木曜にも通常のラジオジャックの前座番組として5分のミニ番組も放送され、ステブレなしでラジオジャック本編に入った。
10月の番組改編以降は「ラジオジャック」から離れ（月～木の5分のミニ番組も廃止された）、完全に別番組となり放送時間も短縮され22時台のみの放送となった。
RBCの番組（ラジオ・テレビともに）としては数少ない東京支社製作の番組で、東京都内で収録された（生放送の場合もあり）。主に東京からの沖縄芸能関連情報が中心だった。
結局、1991年4月の番組改編を前に1年たらずで終了。最終回の同年4月5日の放送は放送時間を30分拡大し、23:30まで放送された。後番組はラジオジャックのレギュラー（本編）が復活し、現在福岡を中心に活躍している北野順一がメインパーソナリティに起用された。

## パーソナリティー
- きゃんひとみ
- ジェームス天願

## 放送時間

### 1990年6月～9月
- 本編・金曜22:05～23:30（実際はステブレがあるため23:29まで）
- ミニ番組・月曜～木曜22:05～22:10（ステブレなしでラジオジャック本編へ）

### 1990年10月～1991年3月
- 本編のみ・金曜22:05～23:00（実際はステブレがあるため22:59まで）

最終回の1991年4月5日は25分拡大され、23:25まで放送。

## 提供スポンサー
- モスバーガー

ミニ番組でも提供スポンサーとなったほか、ラジオジャック本編でもCMが放送されていた。なおラジオジャック本編のスポンサーはここでは放送されない。